# 2026年ミラノ・コルティナダンペッツォオリンピックの聖火リレー
2026年ミラノ・コルティナダンペッツォオリンピックの聖火リレー（2026ねんミラノ・コルティナダンペッツォオリンピックのせいかリレー）では、2026年ミラノ・コルティナダンペッツォオリンピックの聖火リレーについて記載する。聖火リレーは2025年11月26日にギリシャのオリンピアで開始され、2026年2月6日にイタリアのミラノにあるサン・シーロで行われる開会式で終了する。オリンピックとパラリンピックの聖火リレーのルートは、リレー開始日の1年前である2024年11月26日にミラノ・コルティナ2026組織委員会から発表された。
聖火はオリンピアで採火された後、2025年12月4日にアテネで引継式が行われ、ローマ到着後は110県のすべてのイタリアの県を巡る12,000キロメートルのルートを、63日間かけて60地点を訪れる。聖火はクリスマスにナポリ、大晦日にバーリを訪れ、また2026年1月26日には1956年コルチナ・ダンペッツオオリンピックの開会式から70周年を記念してコルティナダンペッツォに到着する。ピエモンテ州では、2024年10月に練習中の事故で死亡したスキーヤーのマティルデ・ロレンツィへのトリビュートが計画されている。聖火リレーは多くのイタリアの世界遺産の訪問も予定し、10,001人の聖火ランナーが参加する。聖火ランナーの募集は2025年2月12日に開始された。
2024年11月29日、イタリアのコメディ・トリオGli Autogolが聖火リレーの公式ナレーターを務めることが発表された。トーチのデザインは2025年4月14日に、ミラノでのイベントと並行して、ミラノの姉妹都市である日本の大阪で開催される大阪・関西万博でもお披露目される。

## ギリシャ国内のルート
伝統に則り、採火式はオリンピアのヘーラー神殿にて、凹面鏡で太陽光を集めることで火が点される。その後聖火はアテネに移動し引継式が行われる。

## イタリア国内のルート
2025年12月4日に聖火がローマに到着した後、2日後にイタリアを縦断するリレーが開始される。トスカーナ州からサルデーニャ島へ渡り、シチリア島を経て本土へと戻る。ルートはイタリアの20の州と110の県全てを巡る予定である。
| 地点                       | No. | 日付           | 州                                       |
| -------------------------- | --- | -------------- | ---------------------------------------- |
| ローマ                     | 1   | 2025年12月6日  | ラツィオ州                               |
| ヴィテルボ                 | 2   | 2025年12月7日  | ラツィオ州                               |
| テルニ                     | 3   | 2025年12月8日  | ウンブリア州                             |
| ペルージャ                 | 4   | 2025年12月9日  | ウンブリア州                             |
| シエーナ                   | 5   | 2025年12月10日 | トスカーナ州                             |
| フィレンツェ               | 6   | 2025年12月11日 | トスカーナ州                             |
| リヴォルノ                 | 7   | 2025年12月12日 | トスカーナ州                             |
| ヌーオロ                   | 8   | 2025年12月13日 | サルデーニャ自治州                       |
| カリャリ                   | 9   | 2025年12月14日 | サルデーニャ自治州                       |
| パレルモ                   | 10  | 2025年12月15日 | シチリア自治州                           |
| アグリジェント             | 11  | 2025年12月16日 | シチリア自治州                           |
| シラクサ                   | 12  | 2025年12月17日 | シチリア自治州                           |
| カターニア                 | 13  | 2025年12月18日 | シチリア自治州                           |
| レッジョ・ディ・カラブリア | 14  | 2025年12月19日 | カラブリア州                             |
| カタンザーロ               | 15  | 2025年12月20日 | カラブリア州                             |
| サレルノ                   | 16  | 2025年12月21日 | カンパニア州                             |
| ポンペイ                   | 17  | 2025年12月22日 | カンパニア州                             |
| ナポリ                     | 18  | 2025年12月23日 | カンパニア州                             |
| ラティーナ                 | 19  | 2025年12月26日 | ラツィオ州                               |
| ベネヴェント               | 20  | 2025年12月27日 | カンパニア州                             |
| ポテンツァ                 | 21  | 2025年12月28日 | バジリカータ州                           |
| ターラント                 | 22  | 2025年12月29日 | プッリャ州                               |
| レッチェ                   | 23  | 2025年12月30日 | プッリャ州                               |
| バーリ                     | 24  | 2025年12月31日 | プッリャ州                               |
| カンポバッソ               | 25  | 2026年1月1日   | モリーゼ州                               |
| ペスカーラ                 | 26  | 2026年1月2日   | アブルッツォ州                           |
| ラクイラ                   | 27  | 2026年1月3日   | アブルッツォ州                           |
| アンコーナ                 | 28  | 2026年1月4日   | マルケ州                                 |
| リミニ                     | 29  | 2026年1月5日   | エミリア＝ロマーニャ州                   |
| ボローニャ                 | 30  | 2026年1月6日   | エミリア＝ロマーニャ州                   |
| フェラーラ                 | 31  | 2026年1月7日   | エミリア＝ロマーニャ州                   |
| パルマ                     | 32  | 2026年1月8日   | エミリア＝ロマーニャ州                   |
| ジェノヴァ                 | 33  | 2026年1月9日   | リグーリア州                             |
| クーネオ                   | 34  | 2026年1月10日  | ピエモンテ州                             |
| トリノ                     | 35  | 2026年1月11日  | ピエモンテ州                             |
| アオスタ                   | 36  | 2026年1月12日  | ヴァッレ・ダオスタ自治州                 |
| ノヴァーラ                 | 37  | 2026年1月13日  | ピエモンテ州                             |
| ヴァレーゼ                 | 38  | 2026年1月14日  | ロンバルディア州                         |
| パヴィーア                 | 39  | 2026年1月15日  | ロンバルディア州                         |
| ピアチェンツァ             | 40  | 2026年1月16日  | エミリア＝ロマーニャ州                   |
| ブレシア                   | 41  | 2026年1月17日  | ロンバルディア州                         |
| ヴェローナ                 | 42  | 2026年1月18日  | ヴェネト州                               |
| マントヴァ                 | 43  | 2026年1月19日  | ロンバルディア州                         |
| ヴィチェンツァ             | 44  | 2026年1月20日  | ヴェネト州                               |
| パドヴァ                   | 45  | 2026年1月21日  | ヴェネト州                               |
| ヴェネツィア               | 46  | 2026年1月22日  | ヴェネト州                               |
| トリエステ                 | 47  | 2026年1月23日  | フリウリ＝ヴェネツィア・ジュリア自治州   |
| ウーディネ                 | 48  | 2026年1月24日  |                                          |
| ベッルーノ                 | 49  | 2026年1月25日  | ヴェネト州                               |
| コルティナダンペッツォ     | 50  | 2026年1月26日  | ヴェネト州                               |
| ボルツァーノ               | 51  | 2026年1月27日  | トレンティーノ＝アルト・アディジェ自治州 |
| カヴァレーゼ               | 52  | 2026年1月28日  | トレンティーノ＝アルト・アディジェ自治州 |
| トレント                   | 53  | 2026年1月29日  | トレンティーノ＝アルト・アディジェ自治州 |
| リヴィーニョ               | 54  | 2026年1月30日  | ロンバルディア州                         |
| ソンドリオ                 | 55  | 2026年1月31日  | ロンバルディア州                         |
| レッコ                     | 56  | 2026年2月1日   | ロンバルディア州                         |
| ベルガモ                   | 57  | 2026年2月2日   | ロンバルディア州                         |
| コモ                       | 58  | 2026年2月3日   | ロンバルディア州                         |
| モンツァ                   | 59  | 2026年2月4日   | ロンバルディア州                         |
| ミラノ                     | 60  | 2026年2月5日   | ロンバルディア州                         |
| ミラノ                     | 60  | 2026年2月6日   | ロンバルディア州                         |